# Новак, Филип (футболист)
Фи́лип Но́вак (чеш. Filip Novák; род. 26 июня 1990, Пршеров, Североморавский край) — чешский футболист, защитник чешского клуба «Яблонец» и сборной Чехии.

## Клубная карьера

### «Тескома»
Новак начал профессиональную карьеру в клубе «Тескома» из Злина. 18 апреля 2009 года в матче против «Пршибрама» он дебютировал в Гамбринус лиге. По итогам сезона клуб вылетел во второй дивизион. 9 октября в поединке против «Витковице» Филип забил свой первый мяч за «Тескому».

### «Яблонец»
Летом 2011 года Новак перешёл в «Яблонец». 15 августа в матче против «Богемианс 1905» он дебютировал за новую команду. 1 октября 2012 года в поединке против столичной «Дуклы» Филип забил свой первый гол за «Яблонец». В 2012 году он стал обладателем Кубка Чехии, а спустя год завоевал Суперкубок страны.

### «Мидтьюлланн»
Летом 2015 года Филип перешёл в датский «Мидтьюлланн». 30 августа в матче против «Хобро» он дебютировал в датской Суперлиге. 8 ноября в поединке против «Эсбьерга» Новак забил свой первый гол за «Мидтьюлланн».

### «Трабзонспор»
В начале 2018 года Новак перешёл в турецкий «Трабзонспор». 21 января в матче против «Коньяспора» он дебютировал в турецкой Суперлиге. 16 апреля в поединке против «Османлыспора» Филип забил свой первый гол за «Трабзонспор». В сезоне 2019/2020 стал обладателем кубка Турции, обыграв «Аланьяспор» в финале (2:0). Финальный матч, в котором Новак сыграл 78 минут, стал последним для него в «Трабзонспоре». 6 августа 2020 года он покинул команду, после того, как срок его контракта истёк.

### «Фенербахче»
6 августа 2020 года подписал 3-летний контракт с «Фенербахче». Дебютировал за новый клуб 21 сентября в матче против «Хатайспора» (0:0).

### Аль-Джазира
В конце сентября 2022 года Новак перешёл в эмиратский клуб Аль-Джазира.

## Международная карьера
31 марта 2015 года в товарищеском матче против сборной Словакии Новак дебютировал за сборную Чехии, заменив во втором тайме Адама Глоушека.

## Статистика выступлений за сборную
| Матчи за сборную Чехии | Матчи за сборную Чехии | Матчи за сборную Чехии | Матчи за сборную Чехии | Матчи за сборную Чехии | Матчи за сборную Чехии  | Матчи за сборную Чехии |
| ---------------------- | ---------------------- | ---------------------- | ---------------------- | ---------------------- | ----------------------- | ---------------------- |
| №                      | Дата                   | Оппонент               | Счёт                   | Голы                   | Соревнование            |                        |
| 1                      | 31 марта 2015          | Словакия               | 0:1                    | -                      | Товарищеский матч       |                        |
| 2                      | 10 октября 2015        | Турция                 | 0:2                    | -                      | Отборочный матч ЧЕ-2016 |                        |
| 3                      | 31 августа 2016        | Армения                | 3:0                    | -                      | Товарищеский матч       |                        |
| 4                      | 4 сентября 2016        | Северная Ирландия      | 0:0                    | -                      | Отборочный матч ЧМ-2018 |                        |
| 5                      | 8 октября 2016         | Германия               | 0:3                    | -                      | Отборочный матч ЧМ-2018 |                        |
| 6                      | 11 ноября 2016         | Норвегия               | 2:1                    | -                      | Отборочный матч ЧМ-2018 |                        |
| 7                      | 22 марта 2017          | Литва                  | 3:0                    | -                      | Товарищеский матч       |                        |
| 8                      | 26 марта 2017          | Сан-Марино             | 6:0                    | -                      | Отборочный матч ЧМ-2018 |                        |
| 9                      | 1 сентября 2017        | Германия               | 1:2                    | -                      | Отборочный матч ЧМ-2018 |                        |
| 10                     | 4 сентября 2017        | Северная Ирландия      | 0:2                    | -                      | Отборочный матч ЧМ-2018 |                        |
| 11                     | 8 октября 2017         | Сан-Марино             | 5:0                    | 1                      | Отборочный матч ЧМ-2018 |                        |
| 12                     | 8 ноября 2017          | Исландия               | 2:1                    | -                      | Товарищеский матч       |                        |
| 13                     | 23 марта 2018          | Уругвай                | 0:2                    | -                      | Товарищеский турнир     |                        |
| 14                     | 26 марта 2018          | Китай                  | 4:1                    | -                      | Товарищеский турнир     |                        |
| 15                     | 1 июня 2018            | Австралия              | 0:4                    | -                      | Товарищеский матч       |                        |
| 16                     | 13 октября 2018        | Словакия               | 2:1                    | -                      | Лига наций 2018/19      |                        |
| 17                     | 16 октября 2018        | Украина                | 0:1                    | -                      | Лига наций 2018/19      |                        |
| 18                     | 15 ноября 2018         | Польша                 | 1:0                    | -                      | Товарищеский матч       |                        |
| 19                     | 19 ноября 2018         | Словакия               | 1:0                    | -                      | Лига наций 2018/19      |                        |
| 20                     | 22 марта 2019          | Англия                 | 0:5                    | -                      | Отборочный матч ЧЕ-2020 |                        |
| 21                     | 26 марта 2019          | Бразилия               | 1:3                    | -                      | Товарищеский матч       |                        |
| 22                     | 7 июня 2019            | Болгария               | 2:1                    | -                      | Отборочный матч ЧЕ-2020 |                        |
| 23                     | 10 июня 2019           | Черногория             | 3:0                    | -                      | Отборочный матч ЧЕ-2020 |                        |
| 24                     | 7 октября 2020         | Кипр                   | 2:1                    | -                      | Товарищеский матч       |                        |
| 25                     | 11 ноября 2020         | Германия               | 0:1                    | -                      | Товарищеский матч       |                        |
| 26                     | 8 октября 2021         | Уэльс                  | 2:2                    | -                      | Отборочный матч ЧМ-2022 |                        |
| 27                     | 11 ноября 2021         | Кувейт                 | 7:0                    | 1                      | Товарищеский матч       |                        |
| 28                     | 16 ноября 2021         | Эстония                | 2:0                    | -                      | Отборочный матч ЧМ-2022 |                        |

## Достижения
Командные
 «Яблонец»
- Обладатель Кубка Чехии — 2011/2012
- Обладатель Суперкубка Чехии — 2013